# 3825 Nürnberg
3825 Nürnberg è un asteroide della fascia principale. Scoperto nel 1967, presenta un'orbita caratterizzata da un semiasse maggiore pari a 2,2409917 UA e da un'eccentricità di 0,0940444, inclinata di 5,14632° rispetto all'eclittica.